# Leichtathletik-Europameisterschaften 2018/Diskuswurf der Frauen

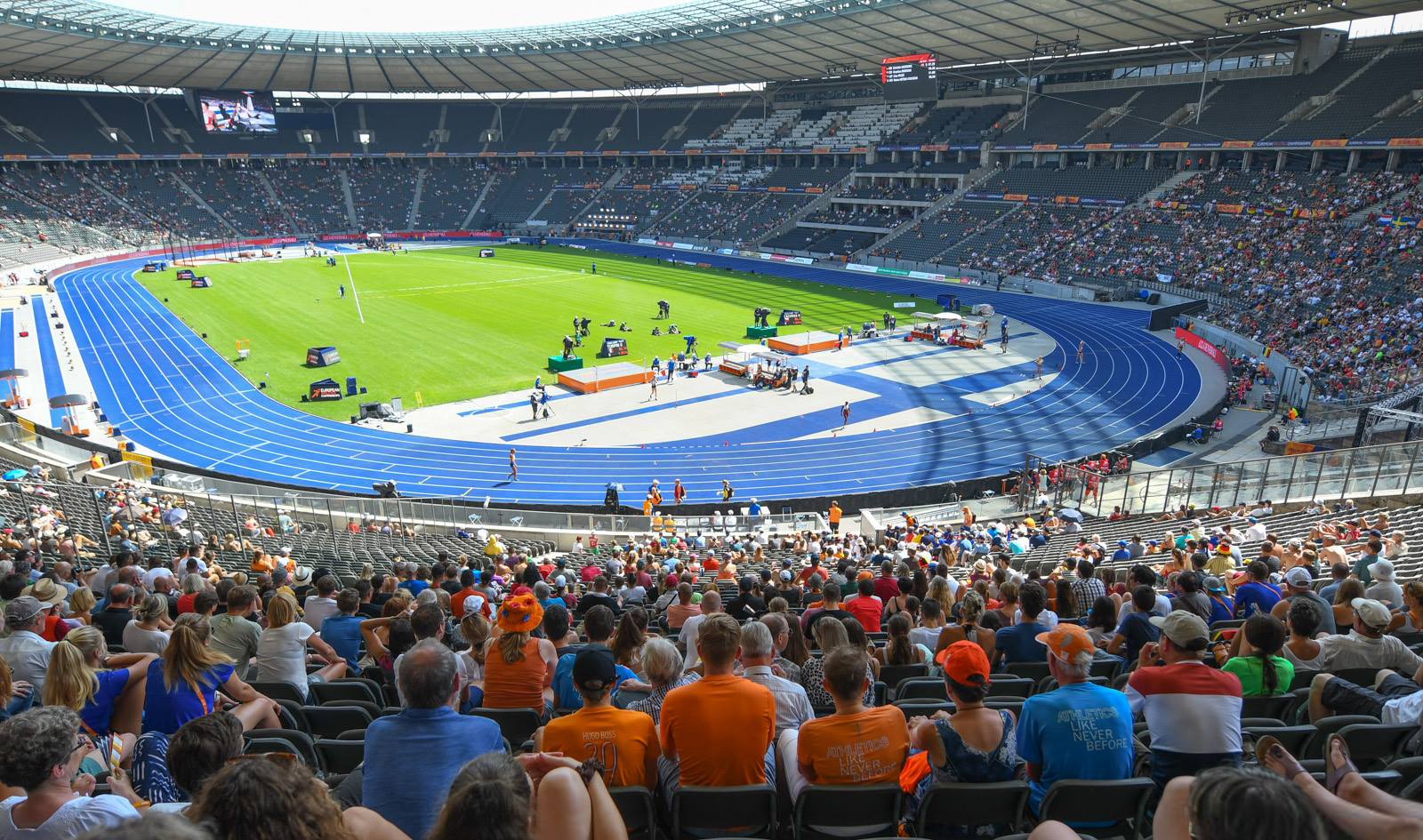
Das Berliner Olympiastadion am 9. August 2018

Der Diskuswurf der Frauen bei den Leichtathletik-Europameisterschaften 2018 fand am 9. und 11. August im Olympiastadion in der deutschen Hauptstadt Berlin statt.
Europameisterin wurde die Kroatin Sandra Perković. Sie gewann vor den beiden Deutschen Nadine Müller und Shanice Craft.

## Bestehende Rekorde
| Weltrekord           | 76,80 m | Gabriele Reinsch | Neubrandenburg, DDR          | 7. Juli 1988    |
| Europarekord         | 76,80 m | Gabriele Reinsch | Neubrandenburg, DDR          | 7. Juli 1988    |
| Meisterschaftsrekord | 71,36 m | Diana Gansky     | EM Stuttgart, BR Deutschland | 28. August 1986 |

Der bereits seit 1986 bestehende EM-Rekord wurde auch bei diesen Europameisterschaften nicht erreicht. Die größte Weite erzielte der kroatische Europameisterin Sandra Perković mit 67,62 m, womit sie 3,74 m unter dem Rekord blieb. Zum Welt- und Europarekord fehlten ihr 9,18 m.

## Legende
Kurze Übersicht zur Bedeutung der Symbolik – so üblicherweise auch in sonstigen Veröffentlichungen verwendet:
| SB | Persönliche Jahresbestleistung |
| –  | verzichtet                     |
| x  | ungültig                       |

## Qualifikation
29 Wettbewerberinnen traten in zwei Gruppen zur Qualifikationsrunde an. Sieben von ihnen (hellblau unterlegt) übertrafen die Qualifikationsweite für den direkten Finaleinzug von 58,50 m. Damit war die Mindestzahl von zwölf Finalteilnehmerinnen nicht erreicht. Das Finalfeld wurde mit den fünf nächstplatzierten Sportlerinnen (hellgrün unterlegt) auf zwölf Werferinnen aufgefüllt. So reichten für die Finalteilnahme schließlich 56,52 m.

### Gruppe A

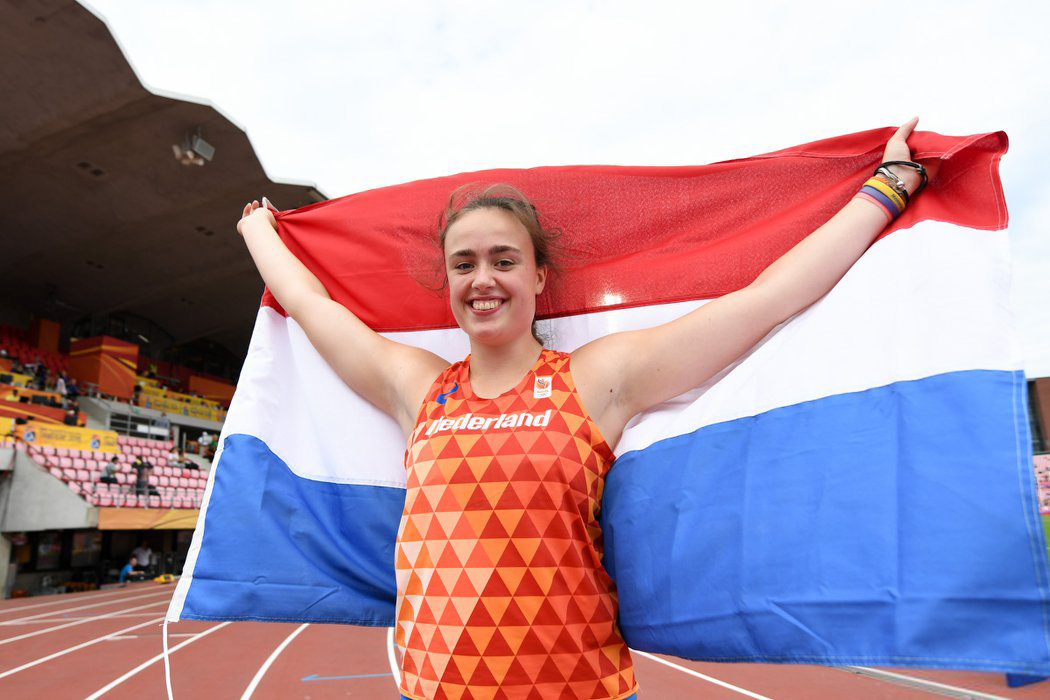
Jorinde van Klinken erzielte 54,33 m und schied damit aus
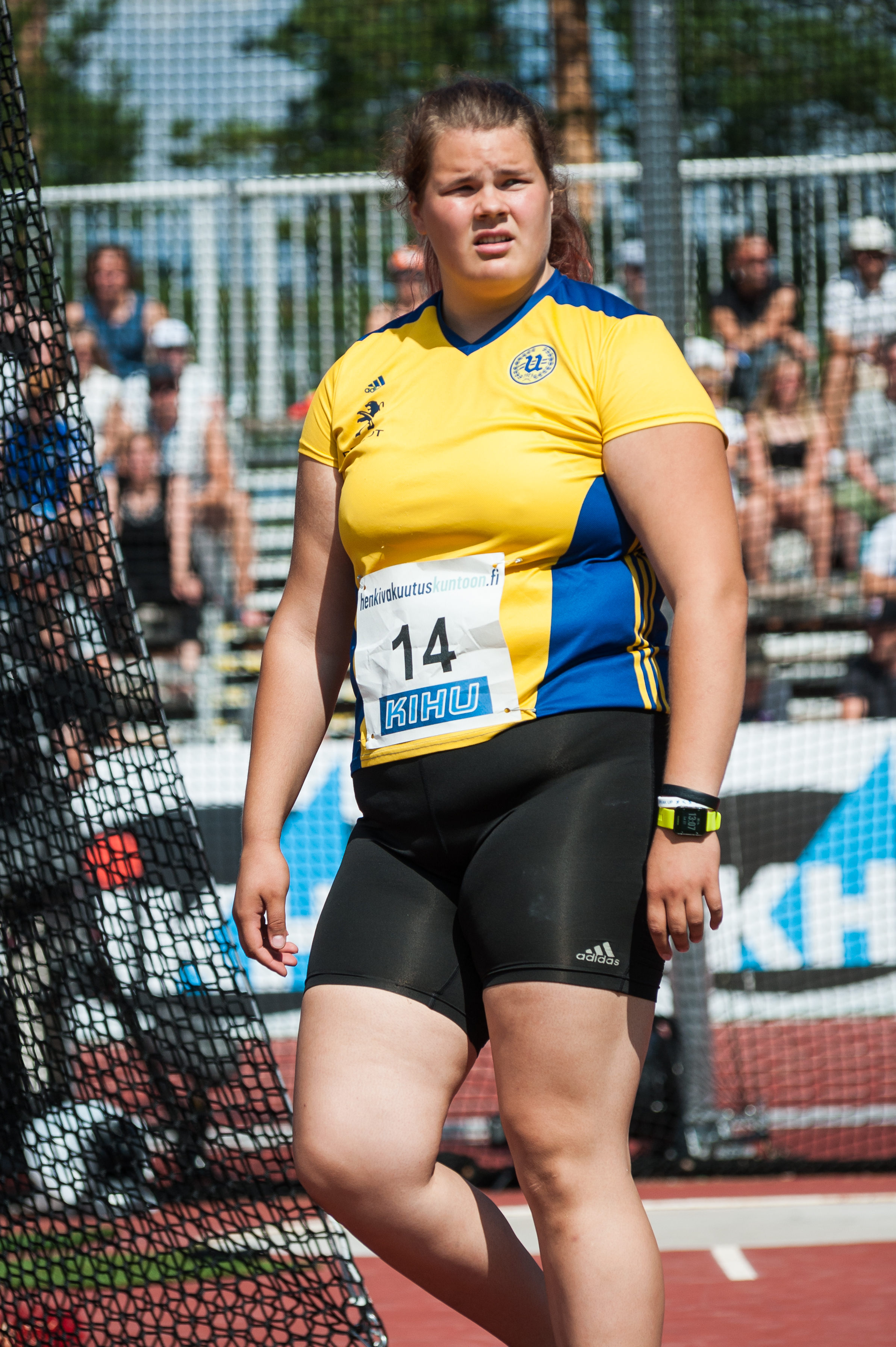
Helena Leveelahti schied mit 53,56 m in der Qualifikation aus

9. August 2018, 9:30 Uhr MESZ
| Platz | Athletin                  | Land                        | Versuchsserie (m) | Versuchsserie (m) | Versuchsserie (m) | Weite (m) |
| Platz | Athletin                  | Land                        | 1. Versuch        | 2. Versuch        | 3. Versuch        | Weite (m) |
| ----- | ------------------------- | --------------------------- | ----------------- | ----------------- | ----------------- | --------- |
| 01    | Shanice Craft             | Deutschland                 | 61,13             | –                 | –                 | 61,13     |
| 02    | Claudine Vita             | Deutschland                 | 59,18             | –                 | –                 | 59,18     |
| 03    | Daisy Osakue              | Italien                     | x                 | 58,73             | –                 | 58,73     |
| 04    | Liliana Cá                | Portugal                    | 58,37             | x                 | x                 | 58,37     |
| 05    | Chrysoula Anagnostopoulou | Griechenland                | x                 | 53,30             | 56,52             | 56,52     |
| 06    | Kristina Rakočević        | Montenegro                  | 54,68             | 55,90             | x                 | 55,90     |
| 07    | Marija Tolj               | Kroatien                    | x                 | 52,79             | 55,52             | 55,52     |
| 08    | Vanessa Kamga             | Schweden                    | 36,55             | 54,88             | x                 | 54,88     |
| 09    | Jorinde van Klinken       | Niederlande                 | 53,21             | 54,33             | x                 | 54,33     |
| 10    | Ieva Zarankaitė           | Litauen                     | 53,91             | x                 | 52,31             | 53,91     |
| 11    | Helena Leveelahti         | Finnland                    | 51,85             | 53,37             | 53,56             | 53,56     |
| 12    | Julija Malzewa            | Authorised Neutral Athletes | 52,34             | 52,61             | 53,50             | 53,50     |
| 13    | Kirsty Law                | Großbritannien              | 52,31             | 52,37             | 50,18             | 52,37     |
| 14    | Wiktorija Klotschko       | Ukraine                     | x                 | 49,11             | x                 | 49,11     |
| 15    | Kätlin Tõllasson          | Estland                     | 48,58             | x                 | x                 | 48,58     |

### Gruppe B

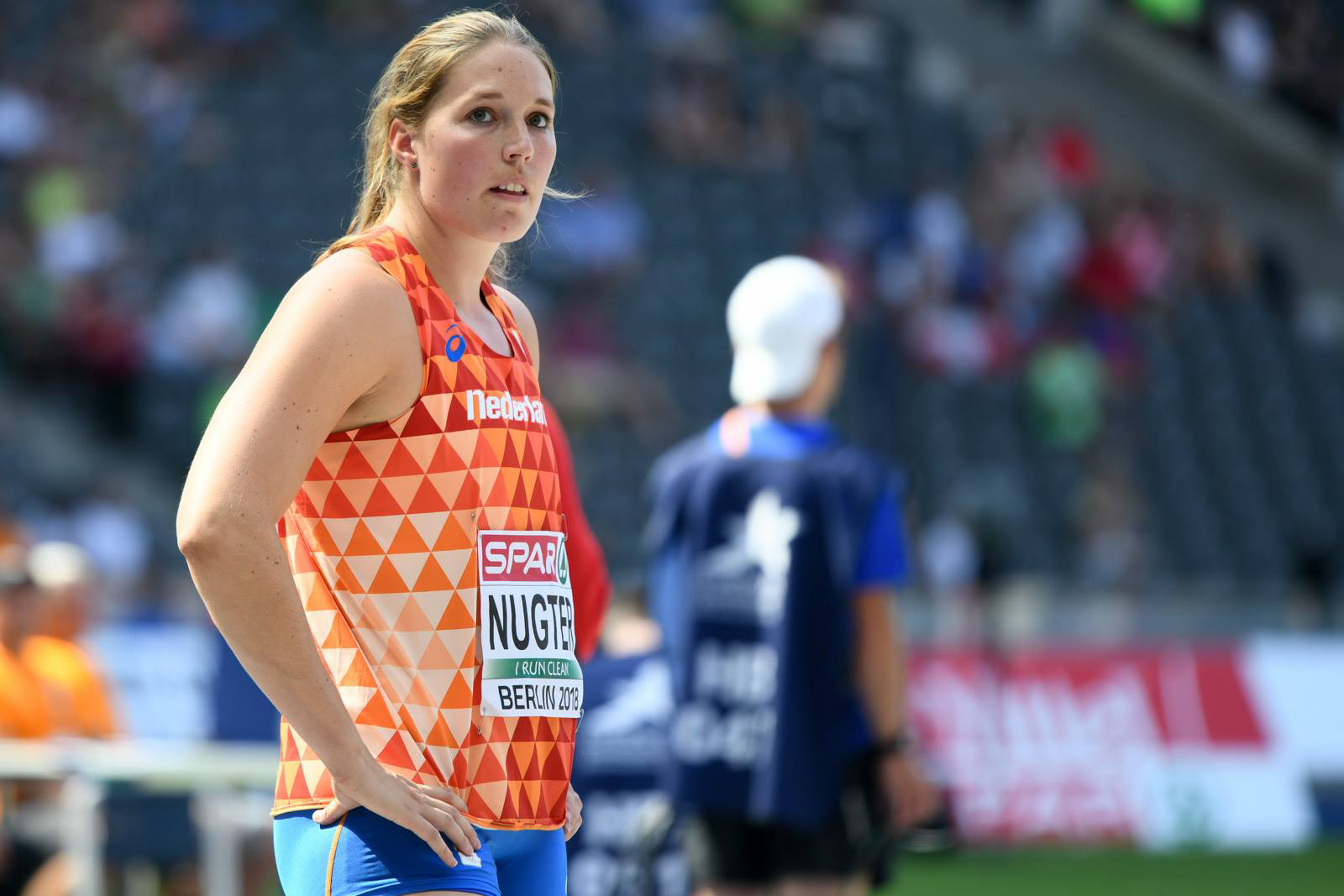
Corinne Nugter reichten ihre 55,70 m nicht für die Finalqualifikation

9. August 2018, 11:00 Uhr MESZ
| Platz | Athletin            | Land           | Versuchsserie (m) | Versuchsserie (m) | Versuchsserie (m) | Weite (m) |
| Platz | Athletin            | Land           | 1. Versuch        | 2. Versuch        | 3. Versuch        | Weite (m) |
| ----- | ------------------- | -------------- | ----------------- | ----------------- | ----------------- | --------- |
| 01    | Sandra Perković     | Kroatien       | 64,54             | –                 | –                 | 64,54     |
| 02    | Nadine Müller       | Deutschland    | 60,64             | –                 | –                 | 60,64     |
| 03    | Irina Rodrigues     | Portugal       | 55,15             | 56,38             | 59,22             | 59,22     |
| 04    | Alexandra Emilianov | Moldau         | 55,80             | 55,37             | 58,83             | 58,83     |
| 05    | Eliška Staňková     | Tschechien     | 55,11             | 57,81             | x                 | 57,81     |
| 06    | Dragana Tomašević   | Serbien        | 57,77             | 57,70             | 57,10             | 57,77     |
| 07    | Jade Lally          | Großbritannien | 57,71             | 56,47             | 56,03             | 57,71     |
| 08    | Corinne Nugter      | Niederlande    | 54,02             | x                 | 55,70             | 55,70     |
| 09    | Sabina Asenjo       | Spanien        | 53,81             | 55,57             | 55,01             | 55,57     |
| 10    | Valentina Aniballi  | Italien        | 55,06             | 54,12             | x                 | 55,06     |
| 11    | Sanna Kämäräinen    | Finnland       | 54,76             | x                 | 54,43             | 54,76     |
| 12    | Salla Sipponen      | Finnland       | 54,00             | 53,66             | 51,66             | 54,00     |
| 13    | Daria Zabawska      | Polen          | 52,26             | x                 | 53,94             | 53,94     |
| 14    | Veronika Domjan     | Slowenien      | 49,89             | x                 | x                 | 49,89     |

## Finale
11. August 2018, 20:20 Uhr MESZ
| Platz | Athletin                  | Land           | Versuchsserie (m) | Versuchsserie (m) | Versuchsserie (m) | Versuchsserie (m)                           | Versuchsserie (m)                           | Versuchsserie (m)                           | Weite (m) |
| Platz | Athletin                  | Land           | 1. Versuch        | 2. Versuch        | 3. Versuch        | 4. Versuch                                  | 5. Versuch                                  | 6. Versuch                                  | Weite (m) |
| ----- | ------------------------- | -------------- | ----------------- | ----------------- | ----------------- | ------------------------------------------- | ------------------------------------------- | ------------------------------------------- | --------- |
|       | Sandra Perković           | Kroatien       | x                 | 59,09             | 59,97             | x                                           | 67,62                                       | x                                           | 67,62     |
|       | Nadine Müller             | Deutschland    | 62,00             | 63,00             | x                 | 61,99                                       | 62,58                                       | x                                           | 63,00 SB  |
|       | Shanice Craft             | Deutschland    | 56,33             | 59,73             | x                 | x                                           | x                                           | 62,46                                       | 62,46     |
| 4     | Claudine Vita             | Deutschland    | x                 | 57,08             | 61,23             | x                                           | x                                           | 61,25                                       | 61,25     |
| 5     | Daisy Osakue              | Italien        | x                 | 58,09             | x                 | x                                           | 59,32                                       | 56,16                                       | 59,32     |
| 6     | Dragana Tomašević         | Serbien        | 57,19             | 58,94             | 58,42             | 57,76                                       | x                                           | x                                           | 58,94     |
| 7     | Liliana Cá                | Portugal       | x                 | x                 | 58,01             | 57,62                                       | 58,91                                       | x                                           | 58,91     |
| 8     | Alexandra Emilianov       | Moldau         | 57,07             | 56,76             | 58,10             | 57,59                                       | x                                           | 57,22                                       | 58,10     |
| 9     | Irina Rodrigues           | Portugal       | x                 | 58,00             | 54,06             | nicht im Finale der besten acht Werferinnen | nicht im Finale der besten acht Werferinnen | nicht im Finale der besten acht Werferinnen | 58,00     |
| 10    | Chrysoula Anagnostopoulou | Griechenland   | 56,58             | x                 | 57,34             | nicht im Finale der besten acht Werferinnen | nicht im Finale der besten acht Werferinnen | nicht im Finale der besten acht Werferinnen | 57,34     |
| 11    | Jade Lally                | Großbritannien | 55,73             | 57,33             | 56,58             | nicht im Finale der besten acht Werferinnen | nicht im Finale der besten acht Werferinnen | nicht im Finale der besten acht Werferinnen | 57,33     |
| 12    | Eliška Staňková           | Tschechien     | 57,04             | 56,88             | 53,51             | nicht im Finale der besten acht Werferinnen | nicht im Finale der besten acht Werferinnen | nicht im Finale der besten acht Werferinnen | 57,04     |

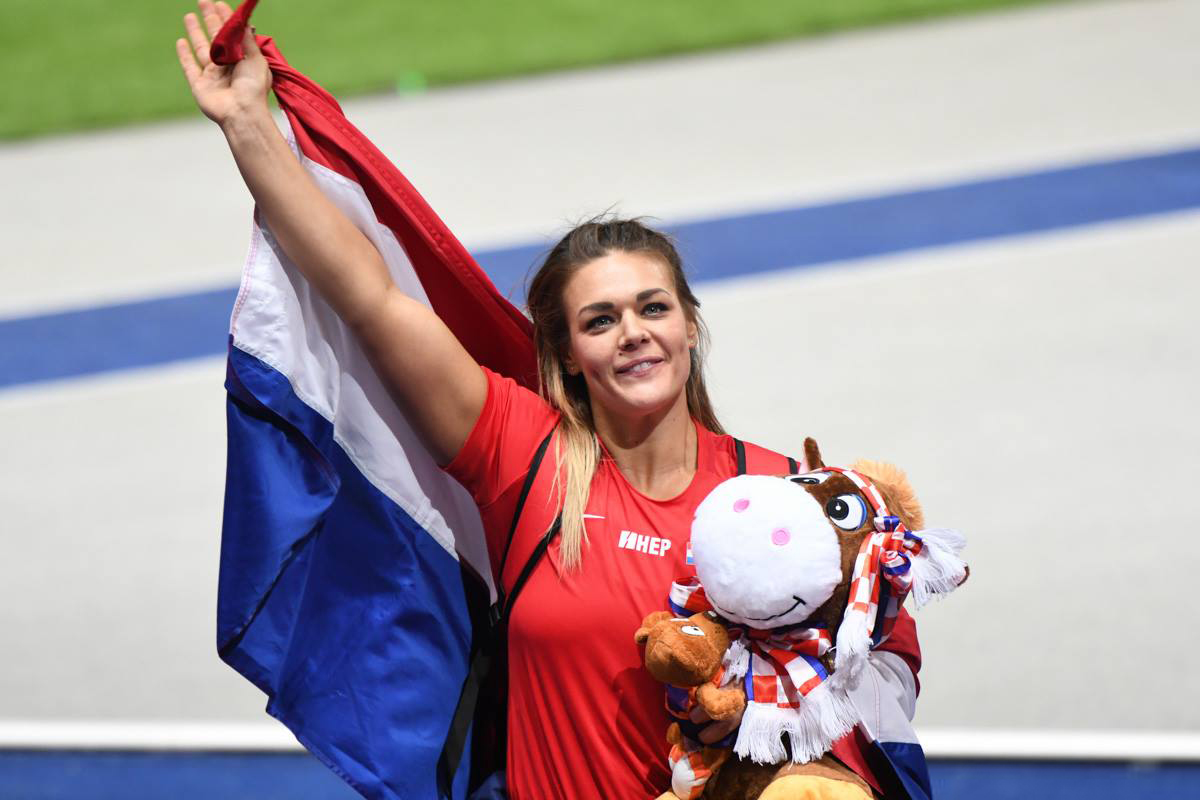
Europameisterin Sandra Perković

Als eindeutige Favoritin ging die Kroatin Sandra Perković an den Start. Sie war zweifache Weltmeisterin – 2013 / 2017, zweifache Olympiasiegerin – 2012 / 2016 – und vierfache Europameisterin – 2010 / 2012 / 2014 / 2016. Weitere Medaillenkandidaten waren in erster Linie die Deutsche Nadine Müller – unter anderem WM-Dritte von 2015, Olympiadritte von 2012 und Vizeeuropameisterin von 2012 – sowie ihre Landsfrau Shanice Craft – EM-Dritte von 2014 und 2016.
Zunächst führten die beiden deutschen Medaillenkandidatinnen den Wettkampf an. Müller hatte gleich mit ihrem ersten Wurf 62,00 m vorgelegt, Craft lag mit ihren 59,73 m aus dem zweiten Durchgang auf Rang zwei. Erst auf Position drei folgte Perković, die mit ihrem zweiten Versuch 59,09 m erzielt hatte. Zwischenzeitliche Vierte war die Bulgarin Dragana Tomašević mit 58,94 m aus Runde zwei. Müller gelangen in Runde drei 63,00 m, womit sie ihre Führung weiter ausbaute. Im dritten Durchgang steigerte sich Perković auf 59,97 m und zog damit an Craft vorbei, aber die dritte Deutsche im Finale Claudine Vita verbesserte sich ebenfalls in Runde drei auf 61,23 m, womit sie jetzt Zweite war.
Der erste Finaldurchgang der besten acht Werferinnen brachte keine Verschiebungen. Müller erzielte auch hier mit 61,99 m die größte Weite. In Runde fünf zeigte Perković dann doch noch ihr Können und übernahm mit 67,62 m die Spitze. Die Italienerin Daisy Osakue hatte sich kurz zuvor auf 59,32 m gesteigert und war damit Fünfte hinter Craft. Die Portugiesin kam mit ihrem vorletzten Wurf auf 58,91 m, was ihr Rang sieben hinter Tomašević einbrachte. Im letzten Durchgang gab es noch einmal eine Veränderung im Kampf um Bronze. Shanice Craft gelangen 62,46 m, sie eroberte damit diesen Medaillenrang. Ihren fünften Europameistertitel in Folge errang Sandra Perković. Dahinter belegten drei Deutsche die Ränge zwei bis vier. Sandra Müller gewann ihre zweite Silbermedaille, Shanice Craft ihre dritte Bronzemedaille bei Europameisterschaften. Claudine Vita wurde Vierte vor Daisy Osakue und Dragana Tomašević. Liliana Cá erreichte Rang sieben vor der Moldawierin Alexandra Emilianov.

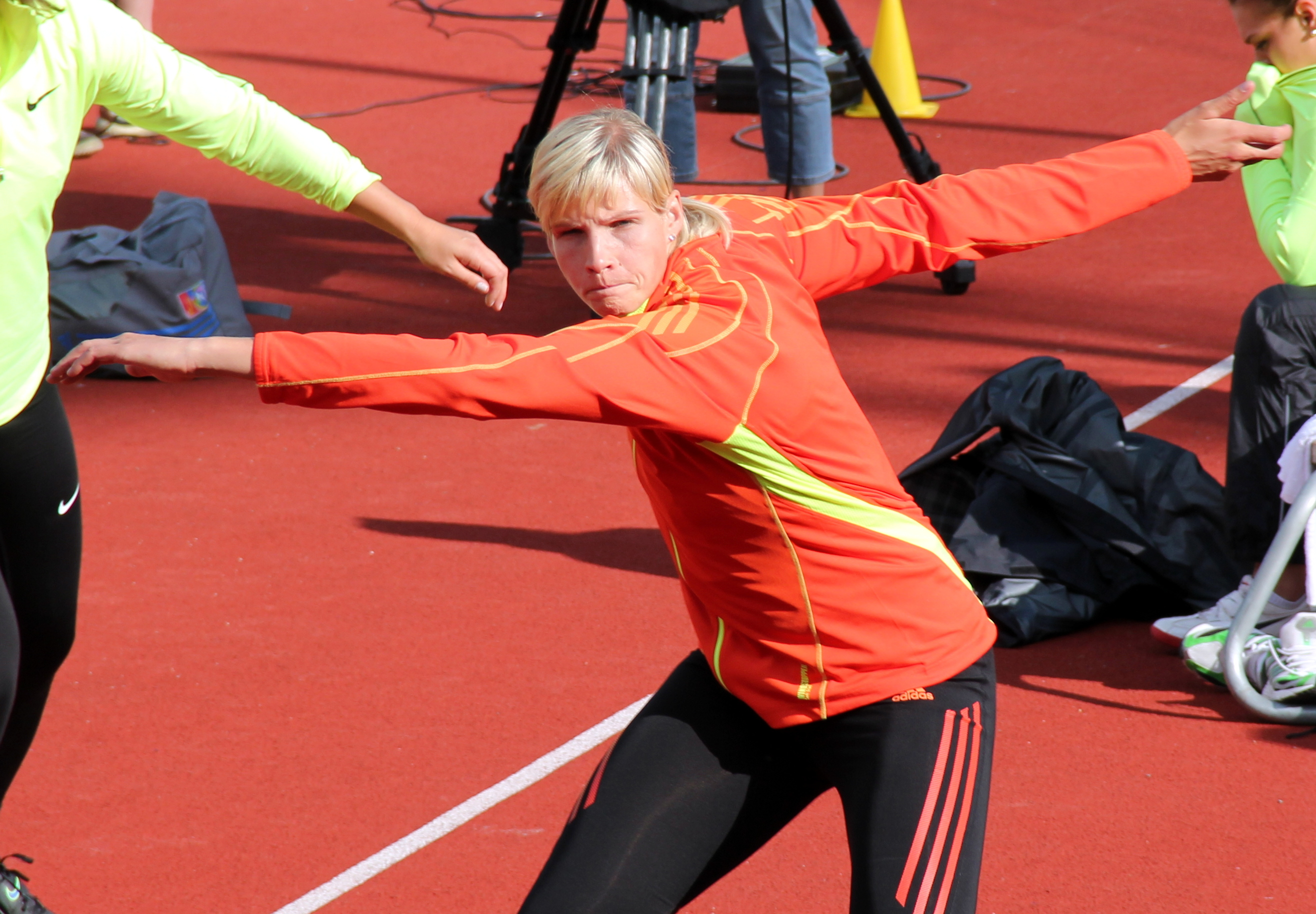
Vizeeuropameisterin Nadine Müller
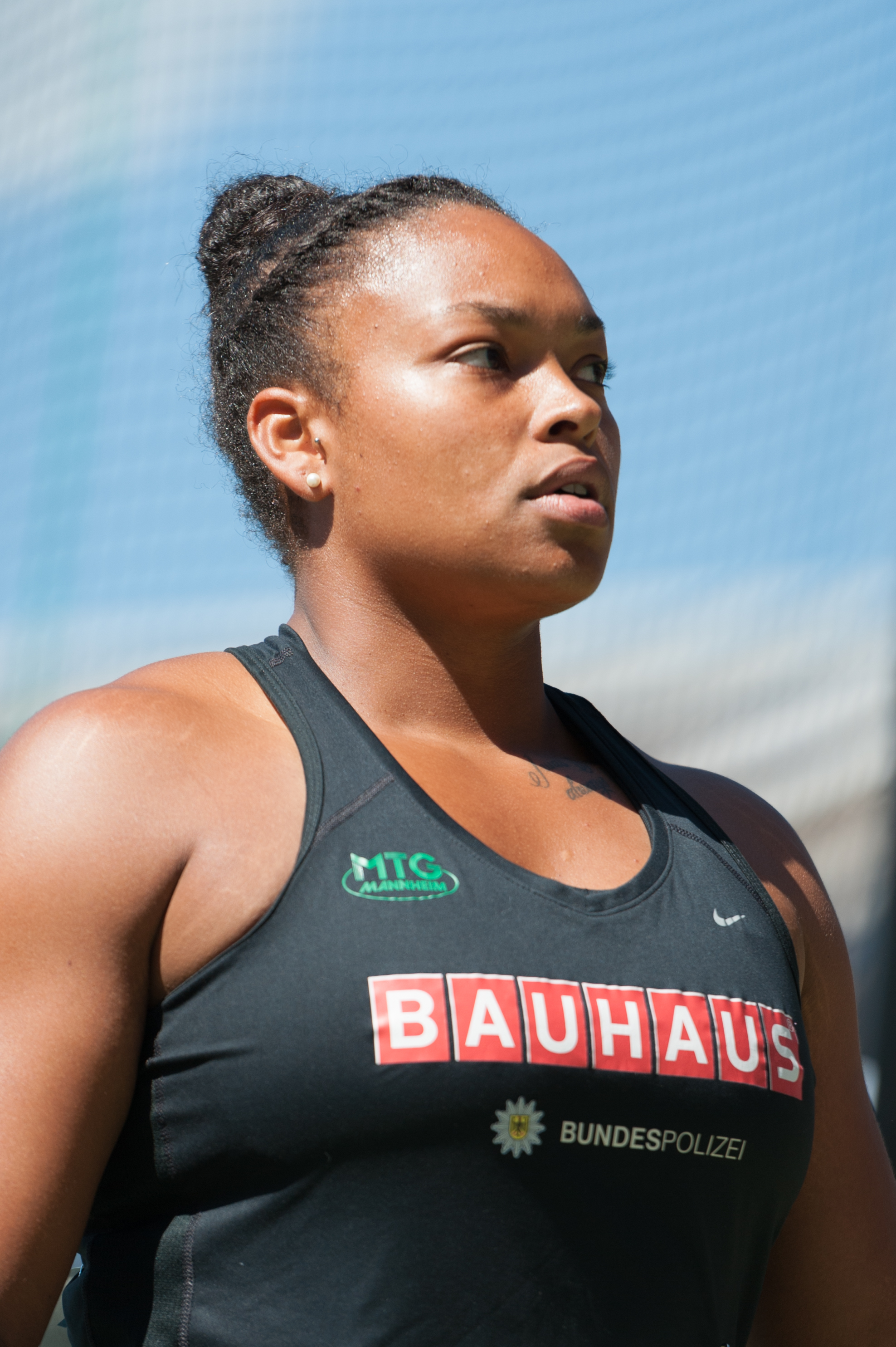
Bronzemedaillengewinnerin Shanice Craft

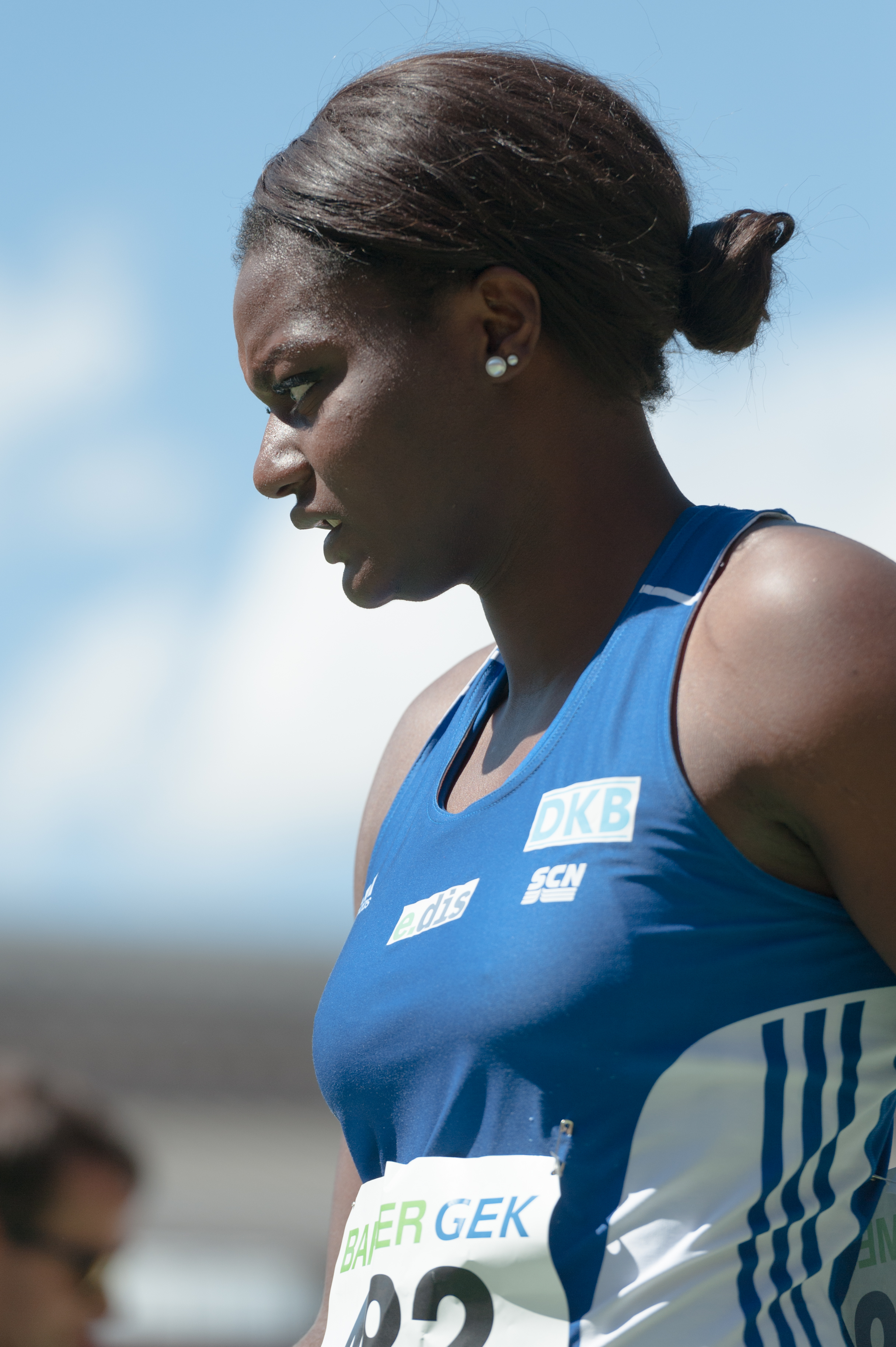
Claudine Vita belegte Rang vier
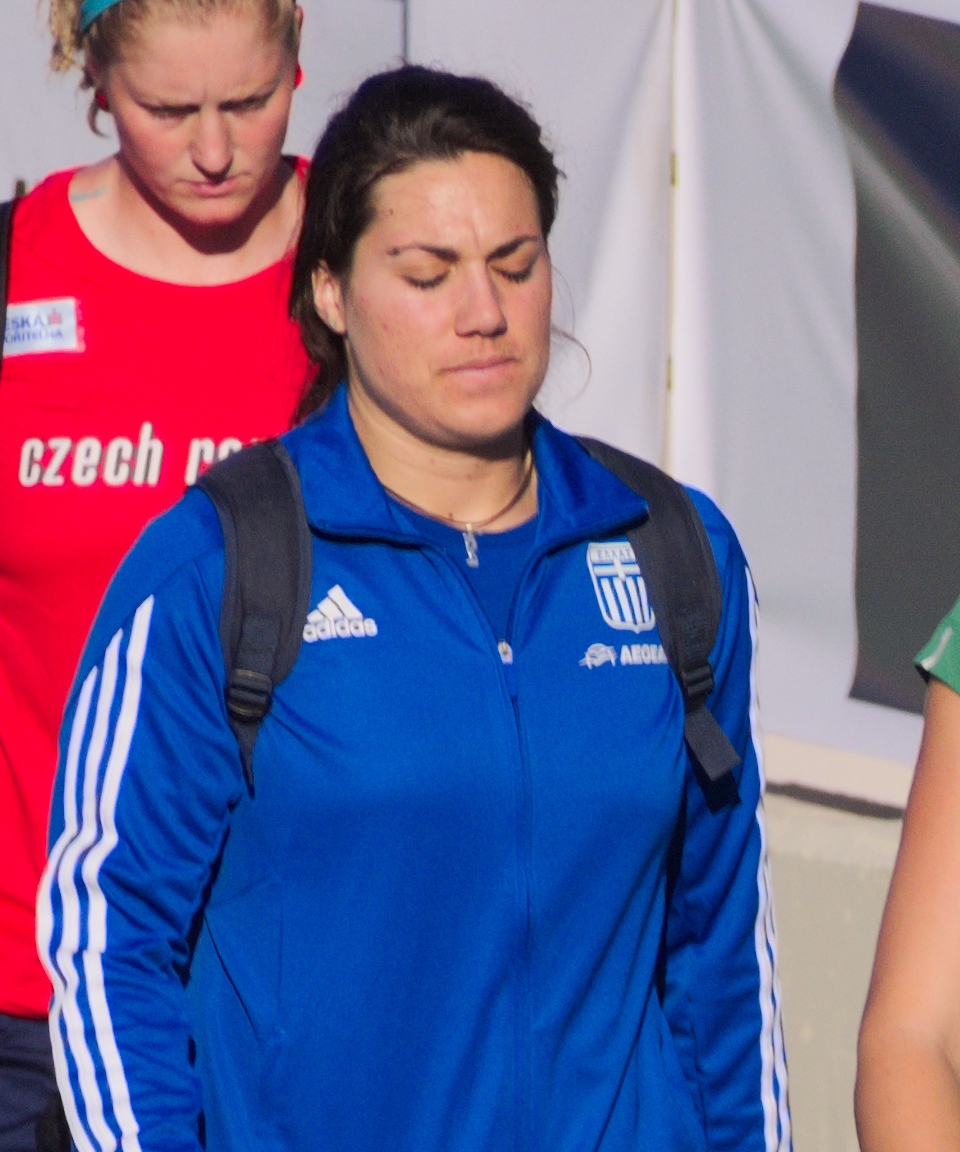
Chrysoula Anagnostopoulou kam auf den zehnten Platz
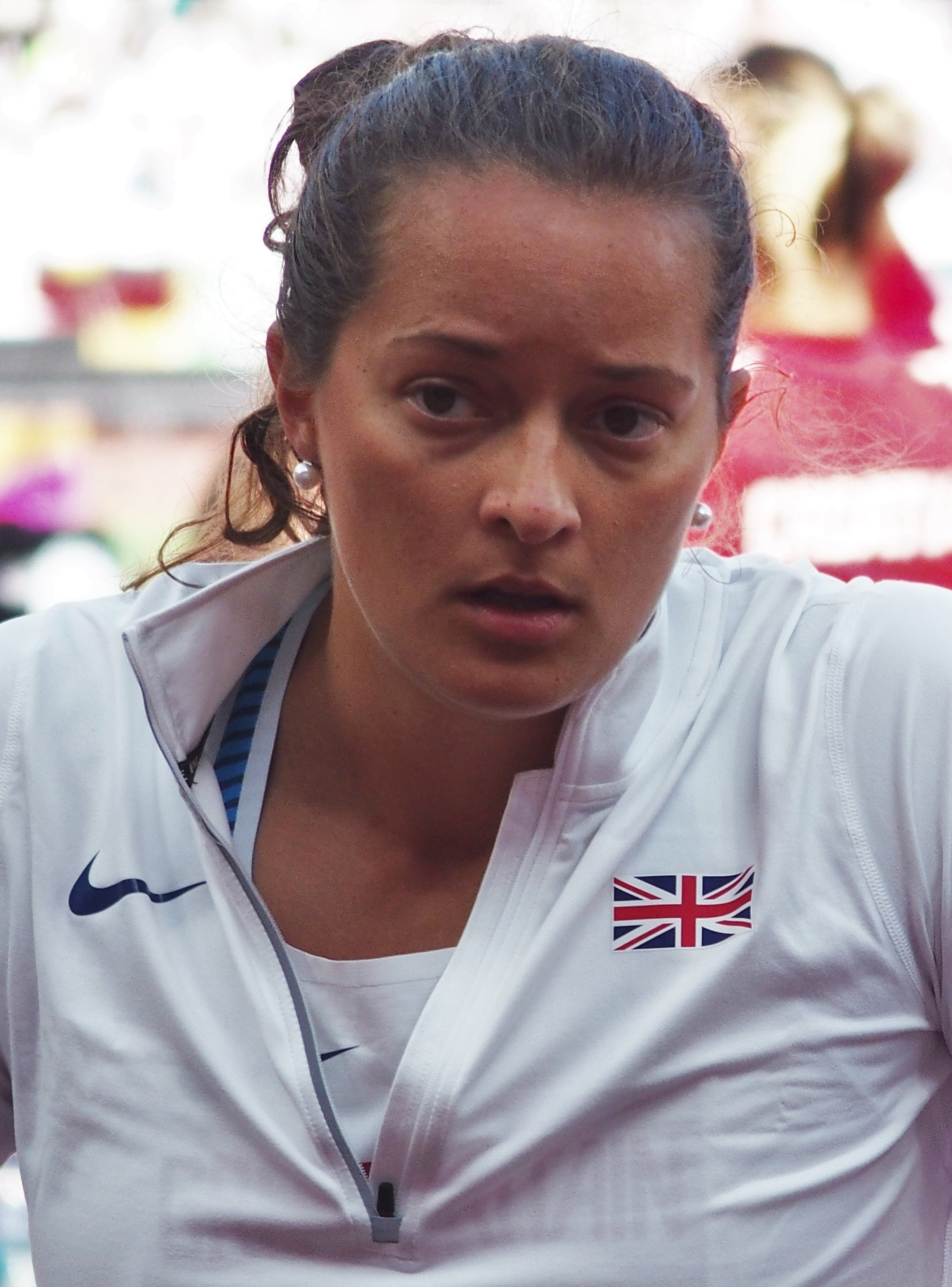
Rang elf für Jade Lally

## Videoöink
- Diskus: Nur Perkovic wirft weiter als DLV-Stars, European Championships 2018, Sportschau, youtube.com, abgerufen am 31. März 2023